# Nicolas-Louis de Lacaille
Nicolas Louis de Lacaille, född 15 mars 1713 i Rumigny nära Reims, död 21 mars 1762 i Paris, var en fransk astronom, matematiker och kartograf.
Lacaille kontrollerade 1739–1740 på uppdrag av astronomen Cassini den franska gradmätningen, varmed franska vetenskapsakademin då var sysselsatt. 1739 utnämndes han till professor i matematik vid Collège Mazarin, som 1746 ställde till hans förfogande ett litet observatorium, där han gjorde omfattande observationer för revision av stjärnkataloger. 
1741 valdes han till medlem av vetenskapsakademin. På dennas uppdrag gjorde han en expedition med fartyget "The Cape of Good Hope" till södra halvklotet och vistades 1751–1754 vid Godahoppsudden för att utföra mätningar till bestämmande av månparallaxen. Där utförde han även en gradmätning och anskaffade materialet för sin 10 000 objekt omfattande stjärnkatalog, Coelum australe stelliferum (1763). Han namngav 14 stjärnbilder, varvid han — till skillnad från norra stjärnhimlens av grekisk mytologi inspirerade namn — systematiskt valde beteckningar på diverse vetenskapliga instrument och verktyg.
En annan viktig vetenskaplig bedrift var att han genom mätning av en meridianbåge vid Kapstaden kunde visa att jorden inte var klotformig, utan snarare liknade ett päron. Därmed gav han stöd för Isaac Newtons tes om jordens avplattning vid polerna. de la Caille var känd för att vara ytterst noggrann, men icke desto mindre har det i efterhand ansetts bevisat, att det måttband han använde vid mätningen av meridianbågen var ca 10 centimeter för kort.
I samband med arbetet med meridianbågen bestämde han exakta longituden för observatoriet i Kapstaden genom astronomisk observation av Neptunus månar.
Efter sin återkomst till Frankrike fortsatte han sina observationer vid Collège Mazarin. Lacaille hann dessutom med att författa en mängd avhandlingar samt läroböcker i matematik, mekanik, optik och astronomi.
De Lacaille tillägnades hederstiteln abbé. År 1754 invaldes han som utländsk ledamot nummer 29 av Kungliga Vetenskapsakademien.

## Utmärkelser
Asteroiden 9135 Lacaille är uppkallad efter honom.